# San Luca
San Luca es un municipio italiano

## Demografía
| Gráfica de evolución demográfica de San Luca entre 1861 y 2001 |
|                                                                |
| Fuente ISTAT - elaboración gráfica a cargo de Wikipedia        |

- Datos: Q54650
- Multimedia: San Luca (comune, Italy) / Q54650

1. ↑  Worldpostalcodes.org, código postal n.º 89030.
2. ↑  «Codici Catastali». Comuni-italiani.it (en italiano). Consultado el 29 de abril de 2017.
3. ↑  Worldpostalcodes.org, código postal n.º 89030.
4. ↑  «Codici Catastali». Comuni-italiani.it (en italiano). Consultado el 29 de abril de 2017.